# Polycom (Schweiz)

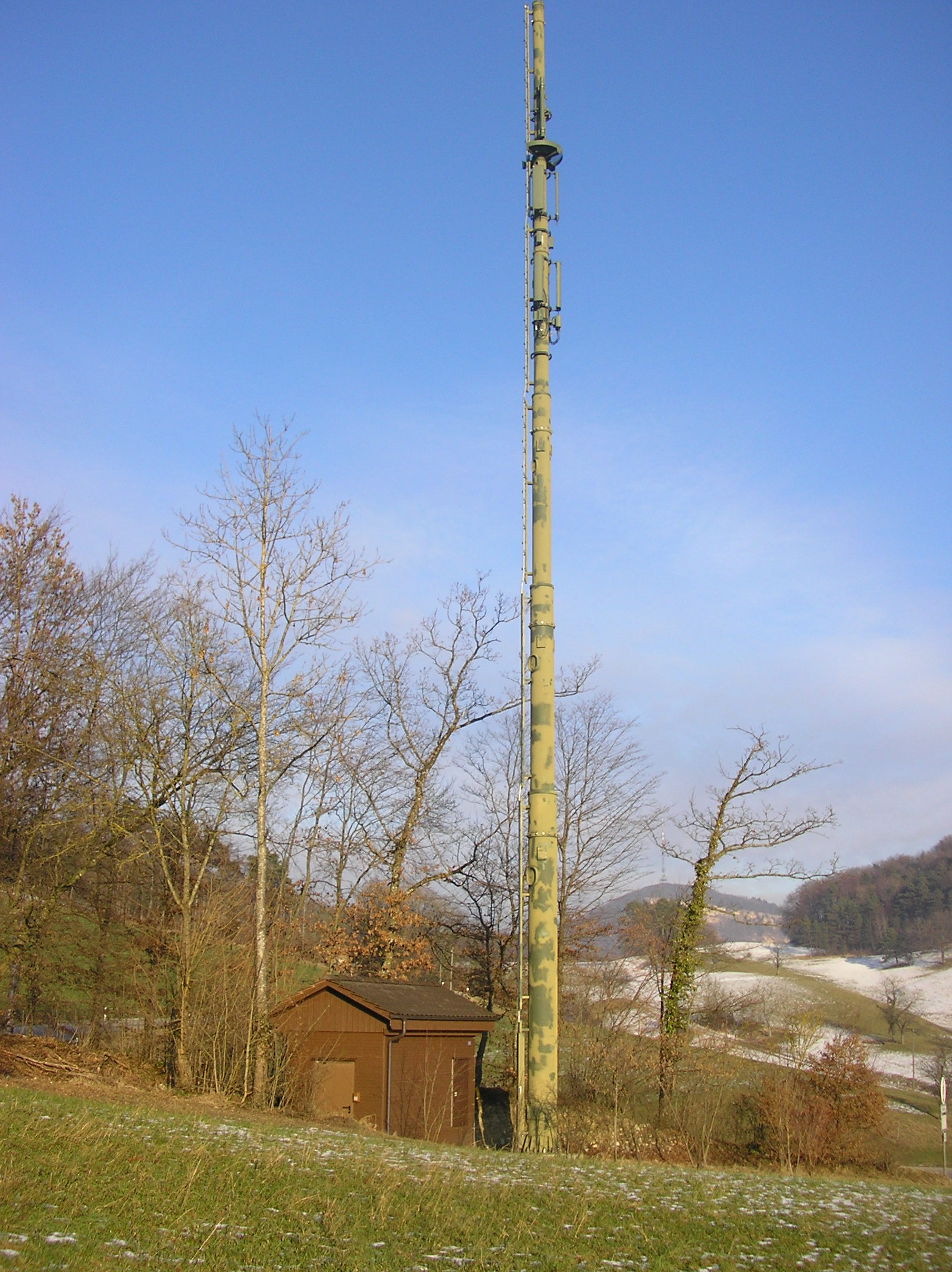
Polycom-Umsetzer (2011)

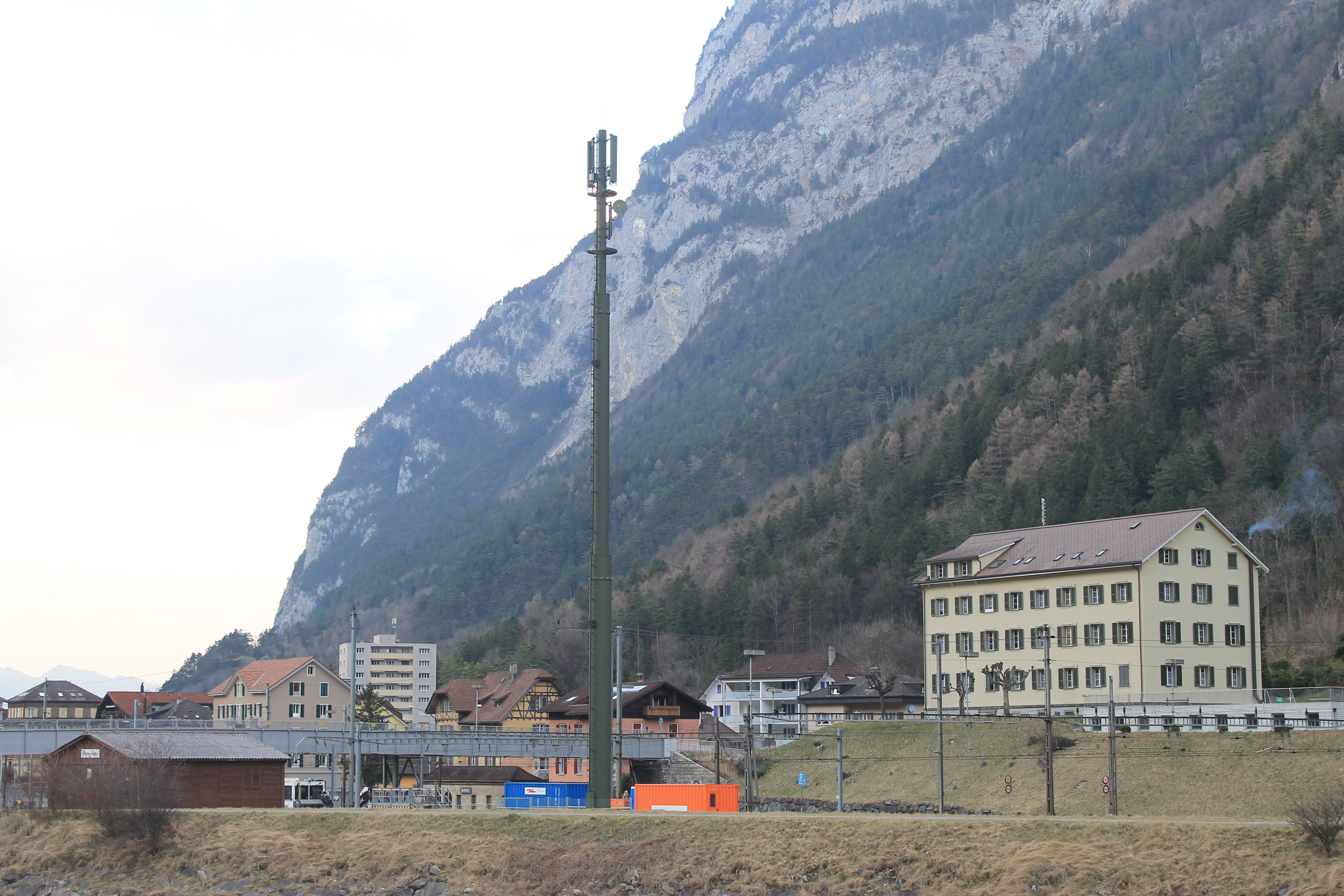
Polycom-Basisstation bei Erstfeld (Kanton Uri) am Eingang des Gotthard-Basistunnels

Polycom ist ein Schweizer Funknetzwerk auf Basis von Tetrapol. Mit der Erschliessung des Kantons Zug ist es seit 2015 landesweit verfügbar.

## Infrastruktur
Polycom ist das nationale Funksystem der Behörden und Organisationen für Rettung und Sicherheit (BORS) und arbeitet im UHF-Frequenzbereich auf Frequenzen zwischen 380 und 400 Megahertz. Das Netzwerk mit zirka 55'000 Teilnehmern wurde seit dem Jahr 2000 schrittweise in der gesamten Schweiz eingeführt. Unter der Federführung des Schweizer Bundesamt für Bevölkerungsschutz (BABS) wurden die Teilnetze durch die Kantone und das damalige Schweizer Grenzwachtkorps (GWK) projektiert, erstellt und danach auch betrieben. Das erste Teilnetz wurde im Kanton Thurgau für die BORS-Organisationen inklusive dem damaligen Schweizer Grenzwachtkorps (GWK) in Betrieb genommen. Polycom ermöglicht den drahtlosen Nachrichtenaustausch innerhalb sowohl zwischen den verschiedenen Organisationen Grenzwacht, Polizei, Feuerwehr, Rettungsdienst, Zivilschutz und Verbänden der Schweizer Armee.
Das Netzwerk wurde von Siemens errichtet und wird von Siemens und vom Schweizer Rüstungsbetrieb RUAG technisch betreut.
Aufgrund von Budgetüberschreitungen und veralteter Technologie steht Polycom seit längerem in der Kritik der Öffentlichkeit. 250 der 750 Basisstationen wären technisch veraltet und müssten ersetzt werden. Auch die Verwaltung und Ausschreibung des Projekts stiess auf Kritik.
Aufgrund einer Vereinbarung zwischen dem Schweizerischen Bundesrat und der Regierung des Fürstentums Liechtenstein von 5. Januar 2004 wurde Polycom auch bei der Liechtensteiner Landespolizei eingeführt.

## Geschichte
In der Schweiz gibt es schon seit den 1940er-Jahren Funknetze für Behörden und Organisationen für Rettung und Sicherheit. Dies geschah ohne grosse Koordinationsbemühungen der beteiligten Organisationen. Es wurden verschiedene Funknetze für die unterschiedlichen Bedürfnisse aufgebaut. Die PTT sorgte für die Zuteilung der Frequenzen. Diese befanden sich mehrheitlich im VHF-Bereich. Für die Zusammenarbeit mehrerer Organisationen wurden Koordinationskanäle festgelegt. Ein häufig benutzter Kanal ist die Frequenz 158,625 MHz.
Im Allgemeinen kann man aber sagen, dass die Systeme der verschiedenen Organisationen wenig kompatibel waren. Ein einheitliches Funksystem, wie es zum Beispiel die Bundesrepublik Deutschland mit seinem BOS-Funk kannte und kennt und welches jedem Teilnehmer einer BOS-Organisation ermöglichte, mit jedem anderen Teilnehmer einer BOS-Organisation innerhalb eines geografischen Gebiets Kontakt aufzunehmen, existierte in der Schweiz nicht. In Deutschland war dies möglich, da dort Vielkanal-Geräte eingesetzt wurden, die auch die Frequenzen aller anderen Organisationen schalten konnten, während in der Schweiz Wenigkanal-Geräte eingesetzt wurden, also Geräte, die sich nur zur Nutzung der Organisations eigenen Kanäle eigneten. Seit 1996 gab es Bestrebungen, dies zu ändern, es scheiterte aber vorerst an den verschiedenen Bedürfnissen der beteiligten Organisationen. Der Grundstein für das Schweizer Polycom-Netz wurde durch den Beschluss des Bundesrats vom 21. Februar 2001 gelegt. Dabei sah der Bundesrat eine gemeinsame Übernahme der Kosten durch Bund, Kantone und Gemeinden sowie durch die betroffenen Organisationen vor.
Aufgrund der föderalen Struktur der Schweiz zog sich der Aufbau über mehrere Jahre hin. Als letzter Kanton führte Zug das System 2015 trotz Widerständen lokaler Politiker ein. Auch nach der Einführung betreiben viele Organisationen ihre alten analogen Netze weiter. Dies hat verschiedene Gründe. So betreibt die REGA zum Beispiel ein analoges Notfunk-Netz landesweit auf der Frequenz 161,300 MHz, welches jedermann zur Verfügung steht. Würde die REGA auf Polycom umstellen, dann könnte sie diesen Service nicht mehr anbieten, da in Polycom nur zugelassene Geräte am Funkverkehr teilnehmen können. Andere Organisationen haben einfach nicht genügend Kennungen um ihr Funknetz umzustellen, zum Beispiel die kantonale Rettung Wallis. Wieder andere scheuen schlicht die Kosten, da sämtliche vorhandenen Funkgeräte ausgetauscht werden müssten.

## Polyalert
Polycom dient auch in den meisten Fällen zur Steuerung der zirka 5000 Sirenen der Schweiz. Die Steuerung der Sirenen wird Polyalert genannt. Nach der Migration aller Sirenen auf das neue Steuerungssystem können alle Sirenen der Schweiz zentral gesteuert werden. Federführend war das Bundesamt für Bevölkerungsschutz, Lieferant der Steuerungen ist Siemens.

## Nummerierung der Endgeräte
Jedes Funkgerät im Polycom-Netzwerk hat eine individuelle Nummer. Sie setzt sich aus einer dreistelligen Netzwerkkennung (Regionalnetz) einer einstelligen Flottennummer, einer einstelligen Sub-Flottennummer und einer vierstelligen Gerätenummer zusammen. Beispiel Feuerwehrfahrzeug in Thurgau 301550001, also 301 für Thurgau, 55 für Feuerwehr Gerätenummer 0001.

## Regionen
Polycom besteht aus mehreren unabhängigen Teilnetzen. Jedes Teilnetz verfügt über eine eigene Regionalnetz-Kennung. Zurzeit (2017) sind folgende Teilnetze in Betrieb:
| Regionalnetz | Betreiber (Kanton / Organisation)                         | Kürzel         |
| ------------ | --------------------------------------------------------- | -------------- |
| 111          | Aargau                                                    | AG             |
| 141          | Basel-Landschaft                                          | BL             |
| 151          | Basel-Stadt                                               | BS             |
| 161          | Stadt Bern                                                | BE 1 (Stadt)   |
| 162          | Kanton Bern                                               | BE 2           |
| 163          | Kanton Bern                                               | BE 3 (OL)      |
| 164          | Kanton Bern                                               | BE 4 (OL)      |
| 165          | Kanton Bern                                               | BE 5 (Jura)    |
| 181          | Genf                                                      | GE             |
| 191          | Glarus                                                    | GL             |
| 201          | Graubünden                                                | GR 1           |
| 202          | Graubünden                                                | GR 2           |
| 203          | Graubünden                                                | GR 3           |
| 204          | Graubünden                                                | GR 4           |
| 211          | Jura                                                      | JU             |
| 221          | Luzern                                                    | LU             |
| 231          | Neuenburg                                                 | NE             |
| 241          | Nidwalden, Obwalden                                       | NW / OW        |
| 261          | St. Gallen, Appenzell Ausserrhoden, Appenzell Innerrhoden | SG / AI / AR 1 |
| 262          | St. Gallen, Appenzell Ausserrhoden, Appenzell Innerrhoden | SG / AI / AR 2 |
| 271          | Schaffhausen                                              | SH             |
| 281          | Schwyz                                                    | SZ             |
| 291          | Solothurn                                                 | SO             |
| 301          | Thurgau                                                   | TG             |
| 311          | Tessin                                                    | TI 1           |
| 312          | Tessin                                                    | TI 2           |
| 313          | Tessin                                                    | TI 3           |
| 321          | Uri                                                       | UR             |
| 331          | Waadt                                                     | VD 1           |
| 332          | Waadt                                                     | VD 2           |
| 341          | Wallis                                                    | VS 1           |
| 342          | Wallis                                                    | VS 2           |
| 343          | Wallis                                                    | VS 3           |
| 351          | Zug                                                       | ZG             |
| 361          | Stadt Zürich                                              | ZH 1           |
| 362          | Kanton Zürich                                             | ZH 2           |
| 371          | Fürstentum Liechtenstein                                  | FL             |
| 501          | Kanton Bern                                               | BE Transit     |
| 901          | Eidg. Ausbildungszentrum Schwarzenburg                    | EAZS 1         |
| 902          | Eidg. Ausbildungszentrum Schwarzenburg                    | EAZS 2         |
| 994          | Siemens                                                   | Test Siemens   |
| 995          | RUAG                                                      | Test RUAG      |
| 996          | Siemens                                                   | Test Siemens   |